# Wyścig z diabłem
Wyścig z diabłem – amerykański film sensacyjny z 1975 r. Zawiera elementy filmu akcji i horroru.

## Opis fabuły
Frank i Roger, dwaj przyjaciele postanawiają zrobić sobie urlop w postaci kempingu. Towarzyszą im ich żony. Miejscem wypoczynku miały być odludne okolice północno-wschodniego Teksasu. Pobyt okazuje się przeciętny i średnio atrakcyjny, a miejsce wydaje się jakby nieprzyjazne. 
Pewnej nocy Frank i Roger będąc na zewnątrz przyczepy kempingowej nagle zauważają po drugiej stronie rzeki, niecałe 200 metrów od nich, ogromne ognisko. Przez lornetkę zauważają, że to rytuały jakiejś sekty. Początkowo śmieją się z takich dziwactw. Do czasu jak sekta nie zabiła młodej kobiety jako ofiary modłów. W tym momencie żony zapaliły światło wewnątrz przyczepy. Sataniści to zauważyli od razu ruszając w ich stronę. Mimo problemów udało im się uciec przed sektą. Jedynie szyby przyczepy kempingowej zostały zbite.
Następnego dnia Frank i Roger powiadomili miejscowego szeryfa o całym zdarzeniu. Policja pozornie porządnie zbadała sprawę jednak uznała, że nie będzie dalej jej drążyć. Gdy mężczyźni byli razem z szeryfem na miejscu zbrodni, ich żony znalazły dziwną wiadomość na zbitej szybie. Okazało się, że to coś związanego z sektą.
Frank i Roger postanowili naprawić samochód i rozerwać się, by zapomnieć o nieprzyjemnych zdarzeniach. Szybko okazało się jednak, że to jeszcze nie koniec kłopotów. Atmosfera w okolicy była nieprzyjazna. Po powrocie z baru obok przyczepy został powieszony ich pies, a w środku zastali dwa wielkie węże. Postanowili zakupić strzelbę i jechać do Amarillo, by powiadomić policję o dziwnych wydarzeniach jakich doświadczyli.
Podróż przerodziła się w walkę o życie. Sataniści nie chcieli pozwolić im na dotarcie do Amarillo. Urządzili zasadzkę i kilka pościgów. Po brawurowej walce Frankowi i Rogerowi udało się odeprzeć ataki. Gdy wyjechali na główną drogę wydawało im się, że są już bezpieczni i że zgubili napastników. Na wszelki wypadek postanowili jednak przed zachodem słońca znaleźć bezpieczne miejsce na nocleg. Zjechali z głównej drogi w pole tak, by nie być widoczni. Jednak gdy w środku nocy wesoło rozmawiali sobie wewnątrz samochodu, otoczyło ich ponad 20 satanistów z pochodniami, którzy podpalili samochód i dopięli swego.